# Названия жителей в русском языке

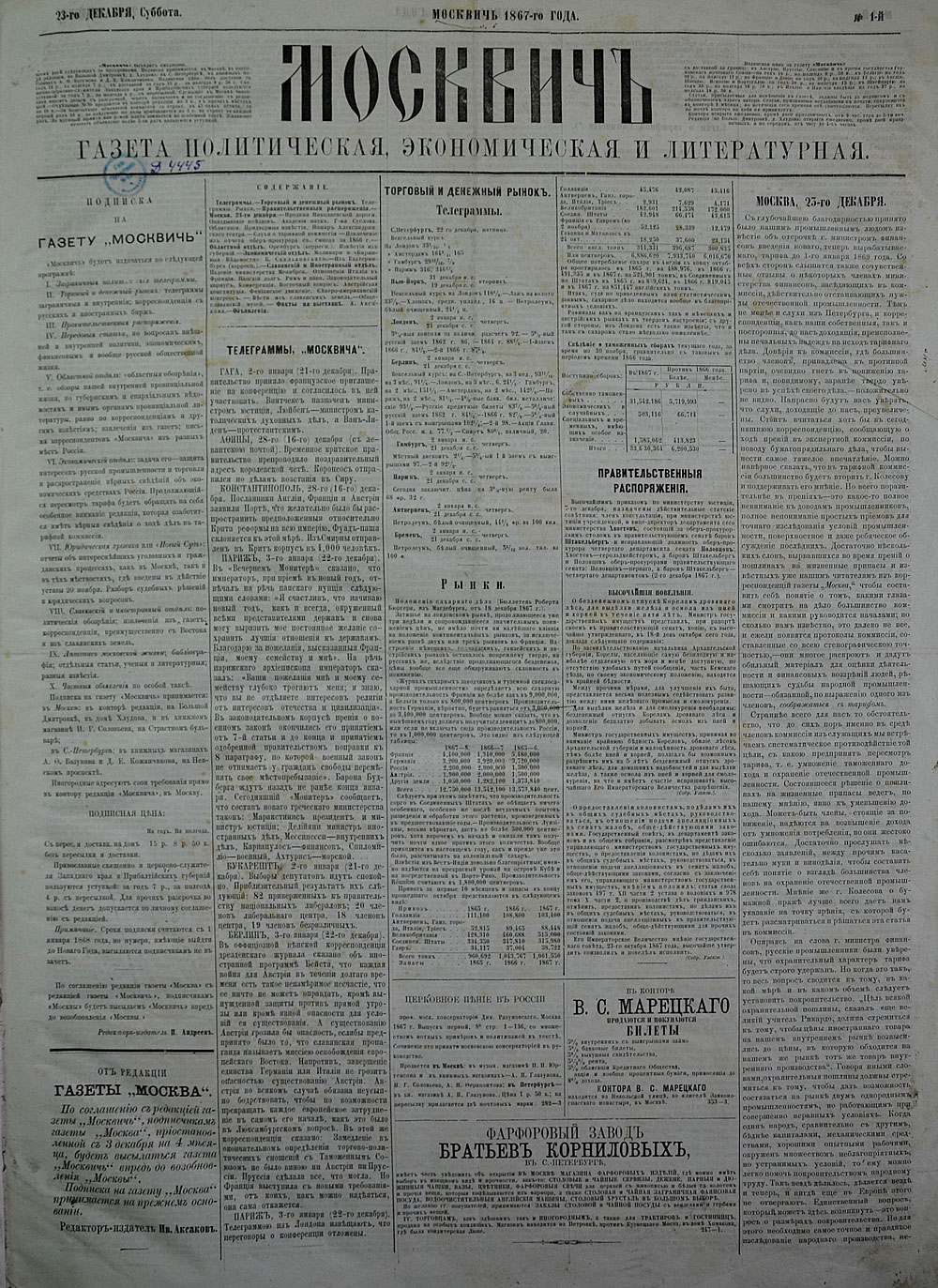
Катойконим в названии газеты Ивана Аксакова

В русском языке названия жителей имеют сложный словообразовательный механизм. Этот разряд слов очень велик по объёму. Как и лексика в целом, названия жителей по степени их значимости для языка и употребительности делятся на ядерную и периферийную (бо́льшую по объёму) части. Первые входят в общую речь и составляют её культурно-исторический запас, что делает их частью литературного языка. Не все названия жителей являются нормативными. Сохраняется проблема лексикографической кодификации названий жителей.

## Терминология
Для названий лиц по месту рождения или жительства предлагались различные термины. Первое такое наименование читается в грамматике Мелетия Смотрицкого 1619 года, где данная группа слов названа «отечественными именами». Михаил Ломоносов применял термин «отечественные, или родину значащие, имена». Тем же термином пользовались А. А. Барсов (1786) и Н. И. Греч (1834). Некоторые исследователи использовали другие термины: «народные, областные имена», «патронимические слова» или «патронимы», «топоантропонимы», затем возник термин «этнонимы». Однако эти обозначения относились к двум группам наименований без разделения названий людей по этническому признаку и наименований по месту жительства.
Вскоре после создания термина «этноним» началась дискуссия, возможно ли применять его к жителям определённой местности. Этот вопрос на обсуждался на Первой Поволжской ономастической конференции, в группе ономастики Института этнографии АН СССР, где приняли решение сохранить термин этнонимия для общего обозначения всего класса, к названиям жителей применять предложенный в докладе Е. В. Ухмылиной термин «микроэтноним» или «региональный этноним». А. А. Белецким была разработана подробнейшая классификация имён собственных, в которой для названий жителей предложен термин ойкистонимы, в свою очередь делящиеся на параиконимы (наименования жителей населенных пунктов) и катойконимы (наименования жителей территорий). В позднейшее время термин «катойконим» применяется для обозначения любого жителя. С целью различать понятия «житель местности» и «житель страны» широко используются латинские термины nomina regionalia и nomina nationalia. Использование термина катойконим закрепил Словарь русской ономастической терминологии, составленный Н. В. Подольской (1978).
Весьма значимы для катойконимики также термины топоним (любой географический объект), ойконим (имя собственное любого поселения), астионим (имя собственное поселения городского типа), комоним (имя собственное сельского поселения), адъектоним (оттопонимическое прилагательное).

## История
Специальные наименования жителей известны уже в памятниках древнерусской литературы, включая «Повесть временных лет» (например, «Къ Мьстиславу собрася дружина въ тъ день и въ другий — новгородцѣ, и ростовцѣ, и бѣлозерьци»). В Московской Руси XV—XVII веков наименования людей по месту их оседлого проживания становятся почти обязательной принадлежностью деловых документов: «А новгородцы, тверичи, новоторжцы, старичане дворяне говорили, что им самим крестьян своих поставить в Полоцку не уметь, потому что они люди дальние, чтобы в поместья их посылать» (1660). В XVIII веке по причине изменения делопроизводства названия жителей из делового обихода постепенно ушли. Михаил Ломоносов называл эти термины «отечественными, или родину значащими именами». Сферой применения этих названий в XIX—XX веках становится язык, который обслуживает неофициальные отношения. Употребление этих терминов не является строго обязательным.
Сохраняется проблема лексикографической кодификации названий жителей. Филолог К. С. Аксаков писал о проблеме поиска правильного названия жителей Петербурга. В связи с возвращением городу его исторического названия этот вопрос возник вновь в публикациях 1990-х годов. Образование катойконимов имеет тесную связь с вопросами культуры речи. Несмотря на то, что названия жителей широко используются в речи, включая СМИ, катойконимы в некоторой степени не упорядочены. Однако в этой сфере наметилась тенденция стандартизации, которая является отправной точкой для решения проблемы эстетики катойконимов, законов его образования и норм употребления.
Ряд лексических (омонимических), грамматических и исторических причин существенно тормозит решение одной из актуальных проблем, имеющихся в катойконимической дериватологии — уравнивание количества катойконимов, которые обозначают лиц мужского и женского пола.
Наблюдается тенденция к устранению суффиксального разнообразия и к унификации средств словообразования катойконимов. В новейшее время существенно уменьшилось количество используемых в этой сфере словообразовательных моделей. Эта тенденция не говорит в пользу обеднения языка, а свидетельствует о большей «организованности» и системности словообразования. Дублеты и омонимы снижают качество катойконимов, тогда как данные слова близки к специальным, терминологическим именованиям, для них необходима семантическая однозначность. В рамках происходящей унификации предполагается замена старой непродуктивной производящей модели на новую продуктивную, что представляет собой длительный процесс, сосуществование на протяжении веков параллельных (дублетных) форм. Унификация сдерживается структурными и историческими факторами, но общей закономерностью является стремление к устранению дублетности, к дифференциации употребления дублетных форм. Вариантные формы наполняют литературный язык разговорными дериватами, затрудняют процесс общения и делопроизводства, однако для языка их существование является объективной закономерностью, способствует отбору более выразительных и экономных языковых средств.

## Типология
К названиям жителей обширных регионов, этнохоронимам, относятся такие термины, как азиаты (от Азия), сибиряки (от Сибирь), латиноамериканцы (от Латинская Америка), кавказцы (от Кавказ) и др. Другой группой являются названия жителей различных поселений: москвичи (от Москва), лондонцы (от Лондон) и др. К этим именованиям примыкают неофициальные названия жителей определённой территории, поселения и др., которые не связаны с называющими их топонимами и выполняют характеризующую функцию, — коллективно-территориальные прозвища, включающие региональные этнонимы, микроэтнонимы, коллективные (локально-групповые) прозвища. Эти обозначения характерны для городского просторечия, говоров: «трескоеды» — жители Архангельской области, «болотники» — жители города Дмитрова Московской области.

## Бытование
В русском языке разряд катойконимов очень велик по своему объёму. Варьирование катойконимов отражает универсальную языковую категорию вариантности, которая заключается, с одной стороны, в том, что языковые единицы могут быть вариантно представлены в системе языка, с другой стороны, возникает возможность речевого выбора наиболее оптимального средства выражения.
Известность и распространённость катойконима определяет в первую очередь значимость соответствующего ему топонима. В результате катойконимы, за редким исключением, вслед за топонимами, имеют территориальные ограничения употребления. Зависимость от топонимов делает катойконимическую лексику частью периферийной области языкового словарного запаса. Эта зависимость приводит также к тому, что катойконим нельзя представить в обычном, филологическом смысле: такое слово требует не толкования, а только соотнесения с конкретным топонимом, ему необходима лишь энциклопедическая справка, что входит в противоречие с принципами составления толковых словарей. Как и лексика в целом, названия жителей по степени их значимости для языка и употребительности делятся на ядерную и периферийную (бо́льшую по объёму) части. Первые входят в общую речь и составляют её культурно-исторический запас, что делает их частью литературного языка.
Не все названия жителей являются нормативными. Для сельской местности характерно использование часто двух и более наименований жителей одного и того же населённого пункта, поскольку в живой речи могут существовать несколько названий: название из официальных документах, местные варианты этого названия, народное или старое название, наименование колхоза или совхоза, которые расположены в данной местности. Выбор конкретного топонимического названия как производящей основы основан на функционировании катойконимов в разных стилях литературного языка, а также обусловлен языковыми причинами, включая фонетические, лексические, морфологические и словообразовательные явления.
В отличие от обычных нарицательных имён существительных, названия жителей употребляются с большим преимуществом во множественном числе, что выражает идею группы.

## Словообразование
Для обозначения места или местности, откуда человек родом в русском языке используются разные синтаксические конструкции («Я жил тогда в Одессе пыльной» — Александр Пушкин, «Евгений Онегин»; «Как видишь брат: Московский житель и женат» — Александр Грибоедов, «Горе от ума») и особые термины, как прилагательные в качестве существительных («— Откуда вы родом? — Новочеркасский» — Михаил Шолохов, «Тихий Дон»), так и существительные, образованные от географических названий. Эти способы носят синонимичный характер, а выбор конкретного способа обусловлен ситуацией, языковым стилем. Термин «оттопонимический производный» описывает сложную гамму дериватов, образованных от топонимов, которые складываются в катойконимическую парадигму: адъектоним; катойконим множественного числа; катойконим единственного числа мужского рода; катойконим единственного числа женского рода.
Катойконимы и адъектонимы составляют очень устойчивую категорию языка, поскольку имеют связь с топонимами, также очень устойчивой группой слов. В словообразовании оттопонимические производные характеризуются неограниченной продуктивностью, что определяют как лингвистические, так и нелингвистические факторы.
В рамках общего языкознания словообразование рассматривается и как часть грамматики, и как самостоятельный раздел, однако в ономастике, в том числе в катойконимии — представляет собой особое самостоятельное направление.
Все катойконимические названия образуются от топонимических названий. Будучи производными словами, катойконимы характеризует двоякая соотносительность с производящими основами: семантическая и структурная; эти основы могут не совпадать в плане своего фонемного состава.
В целом катойконимы в современном русском литературном языке структурно связаны с географическими наименованиями посредством категории адъектонимов, о чём свидетельствуют преимущественное создание катойконимов от основ адъектонимов; широкое применение в устно-бытовой речи катойконимов, представляющих собой субстантивированные оттопонимические прилагательные (воронежский, землянский), основы которых во всех случаях совпадают с основами адъектонимов; тот факт, что сами топонимы, в особенности комонимы, часто оформлены в качестве прилагательных (Архангельское, Никольское). Структурно продуктивные типы катойконимов соотнесены с основами адъектонимов, а непродуктивные — прямо с топоосновами, что, однако, уже не характерно для современного словообразования катойконимов.
Суффиксальное катойконимическое словообразование в русском языке представляет собой не закрытую стабильную структуру, а постоянно развивающуюся и обновляющуюся систему, которая имеет связь с другими словообразовательными системами.
Образование названий жителей связано с установлением границы структурно мотивирующей основы, учётом исторических и текущих процессов, которые происходят на стыке, морфемном шве, образующей основы и суффикса, выбором нужного суффикса. Ломоносов писал о множестве неподтвержденных правилам «имён отечественных».
Большая часть названий жителей в русском языке образуется по действующей словообразовательной модели. Некоторая часть названий жителей расходится с современной словообразовательной нормой: житель Пензы — не только пензенец, но и пензяк; Архангельска — в местном обиходе со времён Архангельского города — архангелогородец; Уфы — уфимец; однако в XVII веке уфинец; Москвы — в прошлом — москвитин, москвитянин, московец, москвич, в современном языке — только москвич (мёртвая модель, новые географические названия не дают производные на -ич); Неаполя — неаполитанец и др. Эти случаи отражают традиционное словоупотребление.
В русском языке названия жителей обладают сложным словообразовательным механизмом. Так, пример из «Двенадцати стульев» Ильи Ильфа и Евгения Петрова: «Москвичи, ленинградцы, киевляне, сибиряки, одесситы» — даёт пять разных суффиксов на пять названий. Значительная часть географических названий даёт два и более разносуффикасальных образования. На исторической русской территории имеет большое число мест, дающих по 3-4 названия жителей: в первую очередь старинные города Псков, Порхов, Ржев, Рыльск, Серпухов, Тобольск, Томск, Тотьма, Тула, Яхрома и др. Смоленск даёт пять названий, применяемых в современной речи: смоляне, смоленцы, смоляки, смольняне, смоленчане; Тверь — семь названий: тверяки, тверитяне, тверичи, тверичане, тверчане, тверяне, тверцы. Украинский город Сумы даёт сумчане, город Сумы в Карелии — сумляне. Чем старше русский город (Болхов, Вязьма, Козельск, Коломна, Кострома, Можайск, Псков, Ржев, Серпухов, Тотьма и др.), тем больше он даёт разносуффиксальных вариантов названий жителей. К. С. Аксаков писал: «Прихотлив он [народ]… в производстве названий жителей». Суффиксальное разнообразие является одной из основных особенностей современного оттопонимического словообразования. Множество образующих суффиксов и разные названия жителей одного и того же места являются реализацией различных возможностей, которые предоставляет язык как порождающая система.
Современное катойконимическое словообразование демонстрирует тенденцию к «ослаблению чередований на морфемных стыках» и усилению агглютинативного и интерфиксального словообразовательных способов, что способствует сохранению фонемной целостности для семантически производящей основы. Любой катойконимический суффикс соединяется с одной из структурно мотивирующих основ — топонима или адъектонима. На этом основании суффиксы делятся на субстантивные (-ич, -ак/-як, -анин/янин и др.) и субстантивирующие (-ец и -чанин). Формирование катойконимов при помощи субстантивных суффиксов является непродуктивным словообразовательным способом, затухающим процессом, который был характерен для прошлого.
Ломоносов писал: «Некоторые из… отечественных имен в окончаниях своих изобилуют, каковы суть: холмогорец и холмогор, новгородец и новгородчанин». Более 95 % названий жителей в современном русском языке образованы суффиксами, основу которых составляют -ец и -анин/-янин. Преобладающим является суффикс -ец. Однако существуют словообразовательные позиции, в которых он всегда уступает суффиксу -анин/-янин — если в финали географического названия имеется ц, ец, иц, цк, тск и некоторые другие звуковые комплексы: Бежецк — бежечане, Братск — братчане, Клинцы — клинчане, Олонец — олончане и др. В форме именительного падежа единственного числа мужского рода он плохо сочетается с заднеязычными согласными, что представляет собой наследие более раннего состояния языка. Суффикс -ец сталкивается с трудностями в случаях, когда он примыкает к производящей основе, что привело к созданию интерфиксальных прослоек и появлению большого числа суффиксов сложного состава: -анец/-янец, -инец/-енец, -ианец, -овец/-евец, -иец — до 15 вариантов. Старейшим суффиксом со значением названия жителей является также -анин, -янин. Он также создал производные: -чанин, -итянин, -ичанин, -овчанин/-евчанин.
Суффикс -анин/-янин присоединяется к основе географического названия, часто с элизией финали; Березов — березяне, Быстрый Исток — быстряне, Плёс — плесяне. Суффикс -ец присоединяется к основе оттопонимического прилагательного — обладает промежуточной словообразовательной стадией: Беломорск — беломорский — беломорец, Дно — дновский — дновец, Пенза — пензенский — пензенец. В течение исторического времени позиции суффикса -анин/-янин слабели, тогда как суффикс -ец и его производные укреплялись. Новые географические имена почти не дают названий жителей с суффиксом -анин/-янин, исключая указанные случаи.
Суффикс -анин/-янин в современном русском языке в словообразовательном плане пассивен, являясь обязательным только в указанных случаях. Большая часть таких названий появилась в прошлом и употребляется по традиции.
Суффикс -итянин (комбинация суффиксов -итин и -янин/-енин) возник в живом словообразовании не позднее XVII века, в переводной литературе на церковно-славянский — значительно раныие, но активно, как в книжном, так и в разговорном стиле он проявился в XVIII века. На уровне грамматик этот суффикс, предположительно, первым зафиксировал Мелетий Смотрицкий: москви́тянына или перми́тянына. С середины XIX века суффикс -итянин начал переходить в разряд пассивных словообразовательных средств. Так, Александр Пушкин употреблял только наименования москвичи и москвич. К настоящему времени названия жителей с суффиксом -итянин воспринимаются в качестве устарелых.
Суффикс -чанин имелся уже в древнерусском языке: Трубеж — трубчане (Суздальская летопись, 1223), Львов — львовчане (1407), Колывань — колыванъчаны (1499). В большом количестве названия жителей с этим суффиксом употреблялись в деловой письменности Московской Руси. Большую активность этот суффикс получил во второй трети XX века в результате деятельности журналистов. Его активное употребление породило критику и представление, что он в это время и был создан. Одна из причин активизации суффикса в его однозначности: он применяется только в наименованиях лиц по месту жительства (тогда как суффикс -ец имеет и много других значений). Другой причиной является его сочетаемость как с основами географических названий, так и с основами оттопонимических прилагательных: Плёс — плесяне и плесчане, Слободской — слобожане и слободчане, Сургут — сургутяне и сургутчане; Гусь-Хрустальный — гусевцы и гусевчане, Орёл — орловцы и орловчане, Львов — львовцы и львовчане. Кроме того, усиление его продуктивности объясняется невозможностью по морфонологическим качествам ряда основ топонимов образовывать катойконимы с другими формантами. Выбор суффикса -ец и -чанин обусловлавливают также местные словообразовательные традиции. Суффикс -чанин, в отличие от суффикс -ец легко порождает форму женского рода. В связи с этим наблюдается количественное выравнивание дериватов мужского и женского рода, которое переходит в качественное выравнивание катойконимов мужского рода на основании их новых женских соответствий, что, в свою очередь, способствует корректировке всей катойконимической парадигмы, решая проблему её завершённости (полноты). Исторически этот суффикс распространился из южнорусских и украинских земель. Усиливающаяся активность суффикса -чанин наблюдается во всех славянских языках.
В современном русском языке наименования жителей с суффиксом -ич (гдович, костромич, москвич, острович, порхович, пскович, серпухович, тверич, тотьмич, чухломич и др.) представляют собой «живые реликты» — сохраняются в языке, но относятся к уже не порождающей модели.
Современное оттопонимическое словопроизводство даёт малое количество названий женского рода, соотносимых с названиями на -ец. Они почти отсутствовали в прошлом: до XVIII века известны только два таких названия, псковка и московка. Причинами являются многочисленные названия географических объектов (Игарка, Каховка, Рузаевка, Чебоксарка, Индигирка и др.); возможная омонимия со стороны другой нарицательной лексики (Болонья — болонка, Волынь — волынка). Морфологическим препятствием появлений женских форм на -к(а) (активнейший суффикс в русском языке) являются географические названия, имеющие в финали заднеязычные к и х (Бангкок, Лахденпохья), ц и ч (Мазсалаца, Котельнич), скопление согласных (Кяхта, Шахрисабз). Почти исключено появление женских форм на -к(а) от географических названий с односложной основой (Кемь, Лилль, Дон и др.). Суффикс -к(а) ограничен в основном названиями, которые имеют повышенный общественный вес: Петроград — петроградка, Новосибирск — новосибирка. Суффикс -ец обслуживает две формы — единственного числа мужского рода и общего множественного числа (-ц(ы)), которые поддерживают одна другую (из берлинцы можно выводить берлинец и наоборот); необходимость смены суффикса на -к(а) при образовании формы женского рода является дополнительным препятствием для её автоматического появления. Живое словоупотребление почти производит наименований жителей на -к(а) от названий районных центров. Более продуктивны имена крупных городов и областных центров. Только наименования столичных центров обеспечивают все три формы, хотя и не всегда. Иностранные географические названия представлены в русском языке данными производными слабо. «Зато мы видели ссору двух каприянок (так, что ли, они называются?)» — Виктор Некрасов, «Первое знакомство» (1960). Без этих ограничений суффикс представлен только в сложных суффиксальных комплексах: -анка, -янка и -чанка, которые соотносятся с -анин, -янин, -чанин и с гибридным суффиксов -анец.
В формировании катойконимов от неславянских топонимов словообразование подчинено общим закономерностям, которое свойственно формированию катойконимов России, однако характерные для данного региона основы топонимов создают некоторые особенности. Названия жителей, производные от иноязычных географических названий, оформляются русскими суффиксальными и отчасти фонетическими средствами. Названия жителей от неславянских топонимов образованы с помощью основного оттопонимического средства — суффикса -ец и его модификаций — язык действует на суженной суффиксальной основе. Десятки суффиксов, обслуживающих исходно русские названия жителей являются наследием русского языкового прошлого. Русские тексты изредка дают свободно употребляемые названия жителей иноязычное происхождения, то есть немодельные, заимствованные названия: Бергамо — бергамаски, Берри — берримоны, Буркина Фасо — буркинабы, Буэнос-Айрес — портеньос, Граубюнден, Гриджони — гризоны, Даго (остров) — дагероты, Дамаск — дамаскены, Кито — китеньос, Краков — кракусы, Ла-Манча — манчеги, Лима — лименьос, Монако — монегаски, Ньюфаундленд — ньюфи, Рио-де-Жанейро — кариоки, кариока, Сан-Паулу — паулистанос, Эдо — эдокко.
В результате превращения русского языка в язык межнационального общения в Российской империи, СССР и постсоветской России в оттопонимическом словообразовании появились региональные особенности. В русском языке Украины большое распространение получили суффиксы -анин, -янин (20 %), -чанин (15 %). В русском языке Литвы отсекается конечная, пропадающая в косвенных падежах, морфема топонима (Бирштонас — бирштонцы, Кайшядорис — кайшядорцы). В русском языке Эстонии господствует суффикс -сец (Кейла — кейласец, Силламяэ — силламяэсец). На юге европейской части России наблюдается повышенная активность суффикса -анец/-янец (Долгое — должанец, Короча — корочанец, Ракитное — ракитянец).
В подавляющем большинстве случаев катойконимы образованы через суффиксацию производящей основы. Однако разговорная речь может применять и безаффиксный способ создания апеллятивов. Такое словообразование усекает в адъектониме суффикс -ск(ий), а остальную часть (основу) оформляется с помощью флексии в качестве существительного: Каргополь — каргопольский — каргополы. Такой словообразовательный тип с нулевым суффиксом ограничен в стилистическом, морфологическом и территориальном аспектах. За единичными исключениями данные катойконимы известны из средне- и севернорусских говоров, что свидетельствует о давности их использования.
Ряд названий жителей образуются со значительным изменением производящей основы или с использованием редких словообразовательных моделей; в этих случаях по названию жителей часто трудно или невозможно восстановить производящее слово: Абруцци — абруццезяне, абруччезцы, Ареццо — аретинцы, Арль — арлезианцы, Архангельск — архангелогородцы, Болонья — болонезцы, Вача — вачкасы, Во — водуазцы, Выкса — выксунцы, Давид-Городок — городчуки, Кай — кайгородцы, Керженец — кержаки, Кокшенга — кокшары, Лукка — луккезцы, Люберцы — люберы, Малая Польша — малополяне, Ла-Манча — манчеги, Монпелье — монпельерцы, Торжок — новоторы, Сан-Паулу — паулисты, Станично-Луганское — станичане, станичники, Солигалич, Соликамск, Сольвычегодск, Соль-Вычегодская, Соль-Галицкая, Соль-Камская — усольцы, Череповец — черепаны, Шлёнск — шлёнзаки, Соединённые Штаты Америки — штатники, СНГ — эсэнговцы, Южно-Сахалинск — южане и др.
Несмотря на словообразовательное разнообразие, русский язык не даёт однозначной возможности создавать слова-названия жителей от любого географического наименования (районный центр Тоцкое, город Мец, пгт Коммунистический и др.), и используются описательные обороты.
К трудностям в формировании катойконимов относятся громоздкость морфологической структуры ойконима (хутор Сын Революции, посёлок Карла Маркса, посёлок Заосередные Сады и т. п.); омонимия (Партизан — партизаны); нежелательные ассоциации (Самодуровка — «самодуровцы»).

## Изучение
Первым, кто рассмотрел названия людей по месту их жительства в рамках русского языка и с точки зрения лингвистики, был Михаил Ломоносов. Его «Российская грамматика», вышедшая в 1755 году, даёт анализ 29 катойконимов и описание формантов, при помощи которых они образованы. Ломоносов обратил внимание на разнообразие суффиксов, которые служат для образования этой группы слов, отметил различные варианты катойконимов.
Владимиром Далем были собраны присловья, определяемые им следующим образом: «Присловье весьма близко к прозвищу, но относится не к лицу, а к целой местности, коей жителей дразнят, бранят или чествуют приложенным к ним присловьем. Оно иногда состоит в одном только слове: „Ярославцы белотельцы“; „Вятичи [жители Вятки, совр. Кирова] слепороды“, иногда же в целом изречении, прибаутке, прибасенке: „Пенжане свою ворону в Москве узнали…“».
В XIX веке вопросы функционирования и словообразования названий жителей исследовали такие учёные, как A. Х. Востоков, Ф. И. Буслаев, А. А. Потебня. Однако они касались этой проблемы эпизодически. Целенаправленное изучение русской катойконимии было начато в 1940-е годы. Значительный вклад в разработку большого комплекса вопросов, касающихся словообразования катойконимов, внёс А. А. Дементьев. Выходит его статья «Наименование лиц по местности с суффиксом -ец». В последующие годы издавались другие его работы, которые имеют теоретическое и практическое значение. Наиболее продуктивным периодом изучения проблемы были 1960-е — 1970-е годы. Значительный интерес проявляли такие лингвисты, как B. А. Горпинич, Г. И. Петровичева (Постнова), Е. А. Левашов, А. А. Абдулаев, Л. Г. Павлова, Л. М. Адамова, Г. Ф. Ковалёв, И. И. Ковалик и др. В это время по проблемами словообразования катойконимов выходит ряд статей и несколько кандидатских диссертаций.
Издавались «Словарь названий жителей РСФСР» под редакцией А. М. Бабкина (около 6000 наименований; М., 1964.) и «Словарь названий жителей СССР» под ред. А. М. Бабкина и Е. А. Левашова (около 10 000 названий; М., 1975), «Словарь прилагательных от географических названий» Е. А. Левашова (М., 1986), которые предоставили лексикологам и грамматистам обширный материал. Однако эти словари не охватывают все основные процессы, которые происходят в данной обширной и возрастающей категории русской лексики. В 2003 году за авторством И. Л. Городецкой и Е. А. Левашова вышло издание «Русские названия жителей: Словарь-справочник», содержащий более 14 000 названий.
Источниками изучения русской катойконимии помимо данных словарей или справочников, являются разнообразные и разнохарактерные источники, в том числе летописи, хроники, договорные грамоты, таможенные книги и другие деловые документы, произведения художественной литературы, повседневная пресса и др.